# 세계 동물의 날

세계 동물의 날(World Animal Day)은 동물 애호 · 동물 보호를 위한 세계 기념일이다. 매년 10월 4일에 해당한다. 이 날에는 전 세계적으로 동물 애호 · 동물 보호를 위한 다양한 활동이 진행된다.

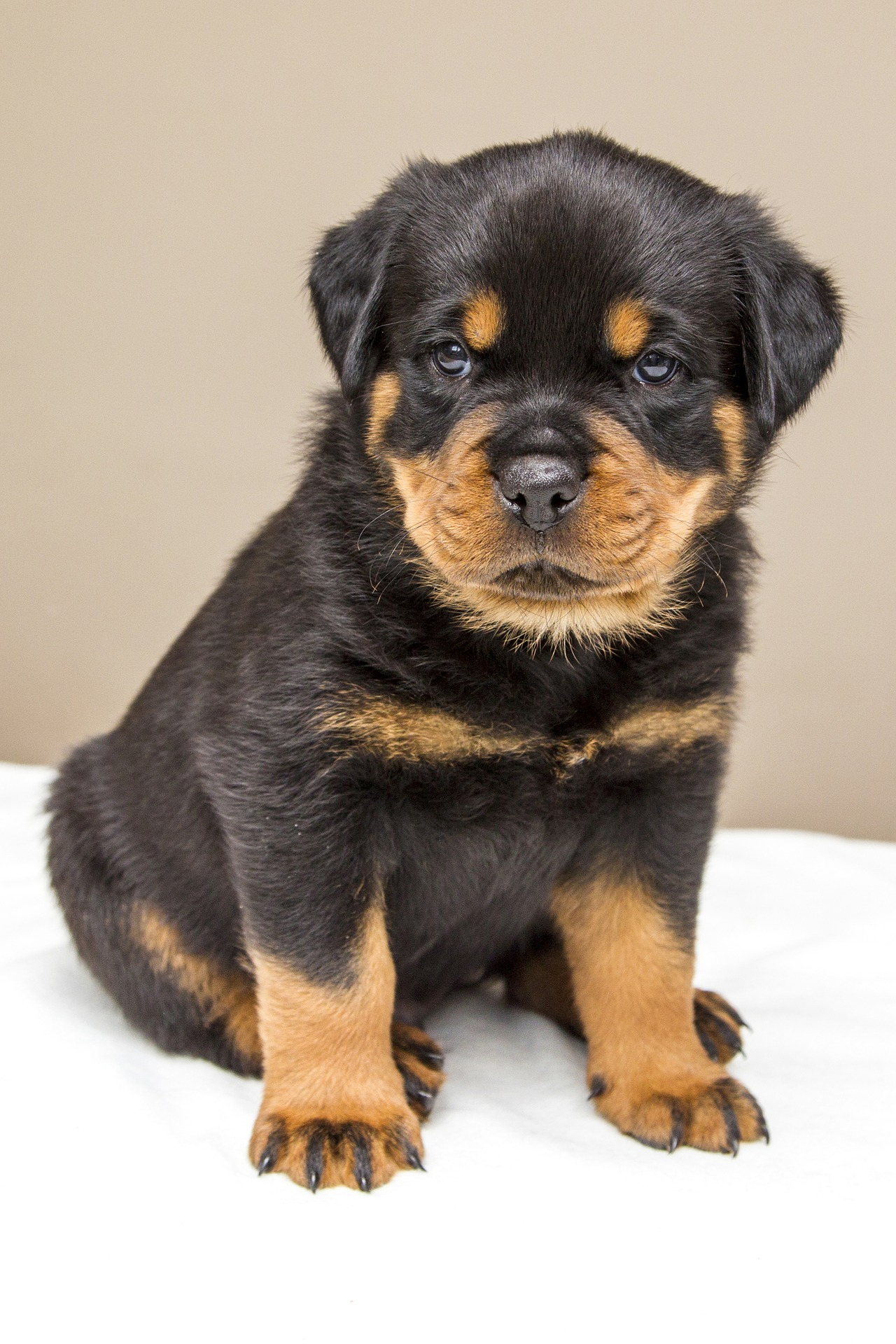